# Tengelin
Tengelin eller Tenglin är efternamn som är kända sedan början av 1700-talet, och i dag bär ca 200 personer i Sverige namnet Tengelin och ett 30-tal Tenglin.
Det finns troligtvis flera släkter med dessa efternamn. Stavningen varierade under de första åren inom de olika släkterna och det går inte att särskilja de olika varianterna. Även Tängelin, Thengelin och Tegnelin har förekommit vid enstaka tillfällen.
Tidiga förekomster är knutna till Kronobergs län (Tegnaby socken i Växjö kommun), Skaraborgs län (Tengene och Längnum socknar i Grästorps kommun), Uppsala län (Hjälsta och Fittja socknar i Enköpings kommun och Skogs-Tibble socken i Uppsala kommun) och  slutligen i Göteborgs Kristine tyska förrsamling.
Ibland kan man följa släkten genom flera generationer, men på grund av brister i kyrkböcker i början av 1700-talet har det inte varit möjligt att koppla ihop nio olika förekomster. I några fall är det möjligt att följa släktleden till våra dagar. 

## Bemärkta medlemmar av släkten
- Hanna Tengelin (senare gift Winge; 1838-1896) var en känd målare, tecknare och textilkonstnär.
- Mats Tengelin (född 1955) är alkohol- och drogterapeut, internationellt certifierad ICADB. Han har bland annat utvecklat program för behandling av vuxna barn till alkoholister och drogberoende, program för återfallsprevention och program för behandling av narkomaner med kriminell livsstil. Programmen används idag av såväl behandlingshem och som kriminalvårdsanstalter. Han var också en av grundarna till behandlingshemmet Cornelielund och var föreståndare där tills det lades ned i maj 2005.
- Ursula Tengelin (1956–2017) var generalsekreterare för Cancerfonden. Hon hade även uppdrag i styrelserna för LKAB, Samhall och Norrland Center AB. Tidigare hade hon bland annat varit VD för bemanningsföretaget Proffice Sverige AB och VD för de nordiska länderna i läkemedelskoncernen Hoechst Marion Roussel, det företag som numera heter Aventis.[1]
- Viveka Tengelin (född 1959) är fil.mag. i pedagogik och arbetar som föreståndare för FöräldraCentrum i Malmö. Där har hon utvecklat en metodik för att stödja föräldrar som av någon anledning behöver hjälp i sin föräldraroll.
- David Tengelin (1976-2001) var den ende svensk som omkom i terrorattacken mot World Trade Center i New York den 11 september 2001. I reportageantologin "I brottets spår" (utgiven på bokförlaget Atlas 2007), av journalisten och författaren Walter Repo, skildras ingående Davids liv fram till katastrofen.